# Furacão Hanna (2020)
O furacão Hanna foi o primeiro furacão do Atlântico a chegar ao Texas no mês de julho desde Dolly em 2008. A oitava tempestade nomeada e o primeiro furacão da temporada de furacões do Atlântico em 2020, Hanna se desenvolveu a partir de uma vigorosa onda tropical originada perto de Hispaniola. Esse distúrbio causou fortes chuvas em partes de Hispaniola, Cuba e Flórida. A onda gradualmente se tornou mais organizada e evoluiu para uma depressão tropical na parte central do Golfo do México. A depressão depois em 24 de julho transformou-se em uma tempestade tropical, estabelecendo um novo recorde para a oitava tempestade com o primeiro nome na bacia, recebendo o seu nome 10 dias antes do recordista anterior, Tropical Storm Harvey, de 2005. Hanna intensificou-se constantemente à medida que se dirigia para o sul do Texas, tornando-se o primeiro furacão da temporada no início de 25 de julho, antes de rapidamente se fortalecer e chegar a terra no final do dia. Hanna chegou às 22:00 UTC mais tarde naquele dia como um furacão de categoria 1 de ponta, com ventos máximos sustentados de 90 mph (150 km/h) e uma pressão central mínima de 973 mbar ( hPa ; 28,73 inHg ). Hanna enfraqueceu-se rapidamente quando se deslocou para o interior e virou oeste-sudoeste, eventualmente se dissipando sobre o México em 27 de julho.
Hanna foi o primeiro furacão a chegar ao Texas desde o furacão Harvey em 2017. Na Flórida, Hanna matou uma pessoa devido a correntes de fuga ou agueiros. As bandas externas de Hanna também causaram situações de tempestade em partes da costa norte do Golfo. No Texas, onde a tempestade atingiu o país, foram relatados extensos danos à propriedade no Rio Grande Valley, especialmente em Port Mansfield. O impacto do dano foi localizado ao sul da cidade de Corpus Christi, devido ao facto de os olhos seguirem um caminho mais ao sul do que o inicialmente previsto. Corpus Christi sofreu inundações e ventos de tempestades tropicais, enquanto áreas ao sul da cidade experimentaram ventos sustentados pela força de furacões. No México, graves inundações causadas por Hanna mataram três pessoas.

## História meteorológica
Em 19 de julho, o NHC marcou uma onda tropical, localizada entre a República Dominicana e Porto Rico, para um desenvolvimento gradual na próxima semana. A onda flutuou geralmente oeste-noroeste pelos próximos dias, produzindo uma grande região de aguaceiros desorganizados e trovoadas. Depois de entrar no Golfo do México, a onda começou a se organizar gradualmente e a se definir melhor, com uma área de baixa pressão se formando em 22 de julho. Durante a manhã de 23 de julho, aeronaves de reconhecimento de furacões voaram para o sistema e puderam descobrir que uma circulação fechada havia se desenvolvido, levando à classificação do sistema como Depressão Tropical Oito.
Às 03:00 UTC do dia seguinte, os níveis de bandas tornaram-se evidentes dentro do sistema recém-formado e os dados das aeronaves de reconhecimento de furacões indicaram ventos de força de tempestade tropical dentro da tempestade nascente, levando à atualização da tempestade para uma tempestade tropical, sendo chamada de Hanna. Com o nome de Hanna, a tempestade se tornou a primeira tempestade com o oitavo nome já registada, superando a tempestade tropical Harvey de 2005 em mais de uma semana.
Hanna continuou a intensificar-se constantemente à medida que se aproximava do Texas, formando um olho de nível médio durante as horas da tarde de 24 de julho. Hanna continuou a fortalecer-se constantemente, enquanto se movia para o oeste em direção à costa sul do Texas e às 6:00 UTC de 25 de julho, Hanna tornou-se um furacão após que ventos de 75 milhas por hora (120 km/h) foram encontrados dentro da tempestade. Hanna se fortaleceu ainda mais, apesar da sua proximidade com a terra, desenvolvendo um olho de 30 a 35 nmi em imagens de radar e satélite. Atingindo um pico de intensidade de 90 mph (150 km/h) e uma pressão de 973 mbar, a tempestade atingiu a ilha de Padre, Texas, às 22:00 UTC. Hanna fez um segundo desembarque no Condado de Kenedy, Texas, a 25 km km ao norte de Port Mansfield, Texas, às 23:15 UTC. Uma vez no interior de terra, Hanna enfraqueceu-se gradualmente, tornando-se uma tempestade tropical às 6:00 UTC de 26 de julho. Por volta das 12:00 UTC do mesmo dia, Hanna continuou a enfraquecer ao se mudar para o nordeste do México. Hanna enfraqueceu ainda mais ao status de depressão tropical enquanto estava localizada no México, e a responsabilidade dos avisos foi passada para o Weather Prediction Center em 27 de julho. O último aviso do WPC foi publicado mais tarde naquele dia.

## Preparações

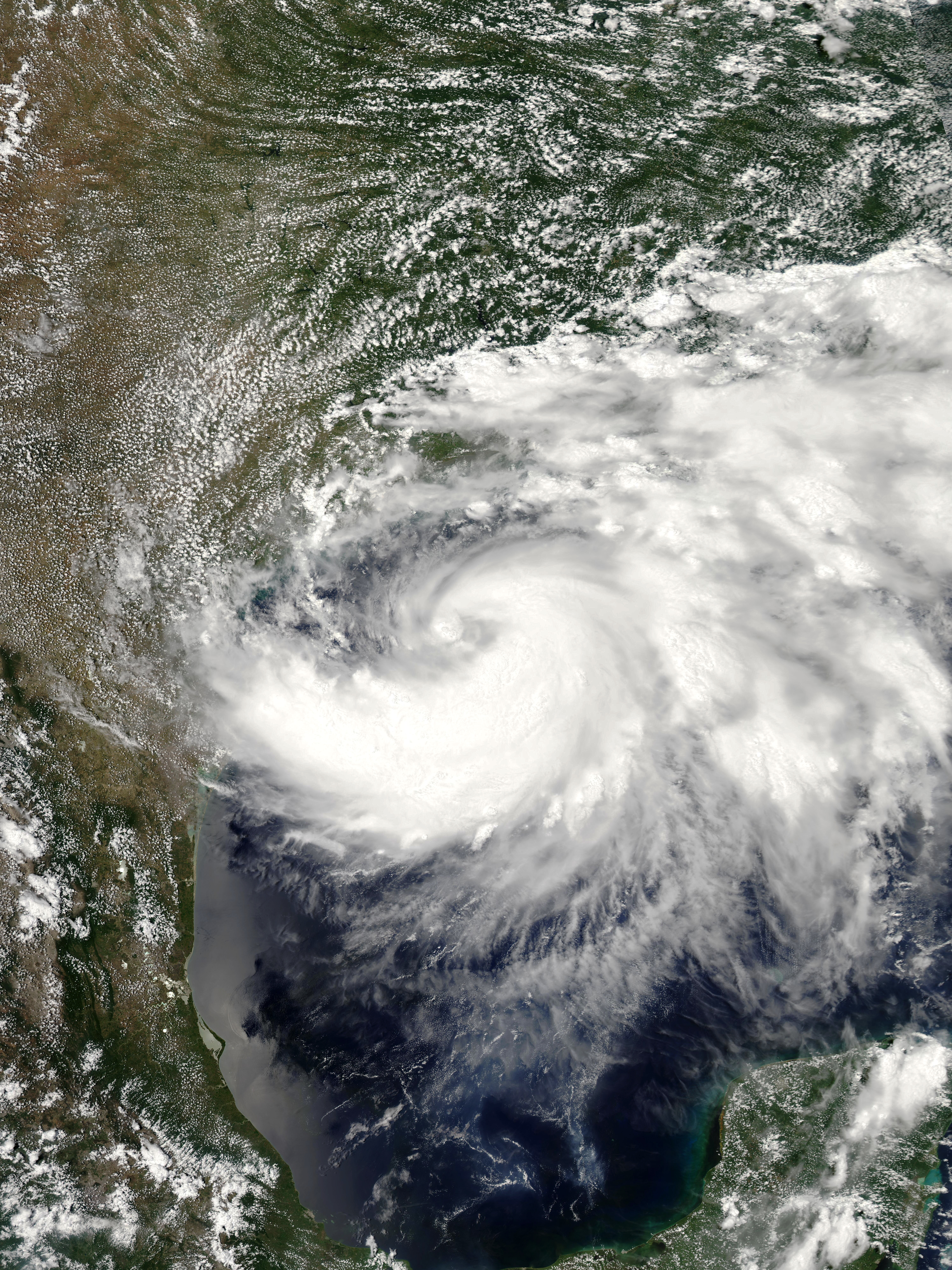
Tempestade tropical Hanna se intensificando no oeste do Golfo do México em 24 de julho

Imediatamente após a atualização do distúrbio para uma depressão tropical, foram emitidos avisos de tempestade tropical para grande parte da costa do Texas. O governador do Texas, Greg Abbott, anunciou que vários recursos climáticos severos foram colocados em espera devido à tempestade, incluindo equipes de busca e salvamento da Força-Tarefa 1 do Texas A&M e do Departamento de Segurança Pública do Texas. O Departamento de Segurança Pública também forneceu aeronaves, principalmente helicópteros, para fins semelhantes. O estado também destacou equipes de barcos do Texas Parks and Wildlife Department. Em Corpus Christi, os sacos de areia foram entregues quando as autoridades locais fecharam as praias devido à ameaça de correntes de mar e ondas agitadas. No condado de Kleberg e no condado de San Patricio, foram ordenadas evacuações voluntárias. O condado de Kleberg também emitiu uma declaração de emergência para o condado antes da tempestade. Um Domo da FEMA foi aberto como abrigo em Kingsville na HM King High School. Em Guadalupe, Nuevo León, uma partida de futebol da liga mexicana foi adiada como medida de precaução.

## Impacto

### Texas

Furacão Hanna que faz seu segundo desembarque no Texas, visto do radar meteorológico

No Texas, onde a tempestade atingiu o país, cerca de 194.000 residentes no Vale do Rio Grande e arredores perderam energia devido a Hanna. Hanna também despejou vários centímetros de chuva, causando inundações generalizadas na mesma região, enquanto também causou árvores derrubadas e rasgou telhados das casas. Rajadas de vento atingidas até 110 mph (175 km/h) e marés de tempestades atingiram até 7 pés (2 m) na terra firme. Ventos fortes danificaram casas inteiras em Port Mansfield, quando Hanna chegou perto. O píer de Bob Hall em Corpus Christi foi extensivamente danificado e, por fim, desmoronou parcialmente devido aos ventos fortes e às tempestades. O primeiro andar do Museu de Arte do sul do Texas e as exposições ao ar livre no Texas State Aquarium foram inundados pela tempestade da Baía de Corpus Christi. As áreas afetadas por Hanna já estavam enfrentando dificuldades devido ao aumento de casos de COVID-19 na região e, portanto, os mantimentos continuavam limitados. Várias marinas e barcos no litoral foram severamente danificados. Três indivíduos tiveram que ser resgatados de um veleiro afundando em uma marina na costa. Muitas ruas e rodovias se tornaram inacessíveis mais tarde, durante grande parte dos dias 25 e 26 de julho.
Quando Hanna se mudou para o interior e enfraqueceu em 26 de julho, a tempestade provocou grandes quantidades de chuvas no sul do Texas, com um total de chuvas chegando a 15 milímetros. Além disso, as faixas externas de Hanna causaram avisos generalizados de tornados no sul do Texas. Um tornado ds EF0 pousou e danificou brevemente duas casas e um hangar no Aeroporto Internacional de Brownsville / South Padre Island. Um aviso de tornado foi então emitido no final do dia. As cidades de Mission e McAllen também foram colocadas sob emergências de inundação repentina devido às bandas de chuva de Hanna. Mesmo um dia após o desembarque, muitas das áreas próximas à costa em Corpus Christi permaneceram submersas devido a tempestades e enchentes. Depois de se abrigar durante a temporada em Tormenta, milhares de equipes da AEP trabalharam por dias para restaurar a energia, mas foram atrasadas em algumas áreas devido à alta água, especialmente no Vale do Rio Grande. Pouco depois de Hanna, a juíza Barbara Canales de Nueces County examinou os danos ao longo da Ilha Padre.
Devido aos extensos danos à propriedade na parte sul do estado, o governador Greg Abbott emitiu uma declaração de desastre para 32 municípios afetados pela tempestade. A Agência Federal de Gerenciamento de Emergências (FEMA) e o Presidente Donald Trump concederam um pedido da Declaração Federal de Emergência para Assistência Pública. Isso permite que o governo federal forneça medidas de proteção emergenciais, como assistência e reembolso federal para atendimento em massa, incluindo evacuação e apoio a abrigos com 75% de financiamento federal.

### México
Em 26 de julho, as ruas de Monterrei foram inundadas por Hanna depois de ter sido rebaixada para uma tempestade tropical. Outras partes dos estados de Nuevo León, Coahuila e Tamaulipas foram igualmente afetadas. A energia elétrica foi cortada em grandes seções de Monterrey e áreas vizinhas, enquanto a estrada que liga Monterrey a Reynosa, Tamaulipas, foi fechada devido a inundações.  Na cidade de Matamoros, do outro lado da fronteira de Brownsville, Texas, fortes chuvas e ventos danificaram tendas em um campo de refugiados que abrigava cerca de 1.300 requerentes de asilo. Reynosa era uma das cidades mais afetadas do México, onde 45 bairros foram danificados, duas pessoas foram mortas e 200 foram deslocadas devido ao impacto de Hanna. Uma das mortes foi causada pelo afogamento nas águas da enchente de Hanna depois que a vítima sofreu uma convulsão. Uma maternidade foi inundada em 26 de julho.
Uma criança de 11 anos que caiu em um riacho transbordante em Monterrei foi encontrada desaparecida, onde foram relatadas extensas inundações e árvores caídas. Uma mulher de 35 anos e a sua filha foram mortas em Ramos Arizpe, Coahuila. Um vídeo mostrando o colapso de parte do muro da fronteira entre México e Estados Unidos foi amplamente compartilhado nas mídias sociais, com a causa atribuída aos ventos fortes de Hanna; o Corpo de Engenheiros do Exército dos Estados Unidos depois esclareceu que o colapso havia ocorrido mais de um mês antes, no estado do Novo México, e não tinha nenhuma relação com Hanna.

### Em outros lugares
A perturbação precursora de Hanna causou fortes chuvas em partes de Hispaniola, Florida Keys e Cuba. Em Pensacola, Flórida, um policial de 33 anos foi afogado por correntes de agueiros enquanto tentava salvar o seu filho de 10 anos em Sandestin Beach. Em partes da Luisiana, Mississippi, Alabama e Panhandle da Flórida, as faixas externas de Hanna provocaram fortes chuvas, ameaçando até inundações nas ruas de Nova Orleães.
- Furacão Bret (1999) - Áreas similares afetadas em agosto de 1999.
- Furacão Claudette (2003) - Tinha faixa e intensidade similares.
- Furacão Humberto (2007) - Intensificou-se rapidamente, depois atingiu o Texas em uma intensidade semelhante.
- Tempestade Tropical Hermine (2010) - Áreas similares afetadas em setembro de 2010.
- Furacão Harvey (2017) - Atinjiu áreas semelhantes três anos antes.